# Clónicos
Clónicos es un grupo musical español de jazz-rock experimental que estuvo en activo, sobre todo, entre 1984 y 1994.

## Componentes
- Markus Breuss (trompeta, fliscorno, tuba, percusiones, voces, sintetizador, instrumentos inventados)
- Pelayo F. Arrizabalaga (saxo alto,clarinete bajo,pintura,voz, etc)
- Victor -Polanski- Vázquez (guitarra y voz)
- Justo Bagüeste (saxo tenor, electrónica,etc)
- Celes -Coyote- Arbizu (batería, percusión).

También estuvieron en el grupo, años más tarde:
- Antonio García (guitarra)
- Susana Kulia (voz y percusión)
- Ricardo Fuentes (teclados)
- Luis Escribano (bajo y chelo)
- Pedro López (batería)
- Inma Crespo (batería).[2]

## Trayectoria
Markus Breuss, músico de conservatorio, creó en 1984 el grupo junto a Pelayo Arrizabalaga y muy poco después, se sumó Justo Bagüeste, tomando como referentes a artistas/grupos como Cassiber, Material, Elliott Sharp, Karlheinz Stockhausen, Edgar Varese, Fred Frith, John Zorn y Art Ensemble of Chicago. Breuss fue el líder del grupo y su principal compositor. Durante los diez años de vida del grupo, este fue incorporando varios colaboradores. Clónicos ha sido el primer grupo español en tocar en el prestigioso mœrs festival (Alemania).  En 1991, conjunto con Finis Africae y el pintor Suizo Daniel Garbade, presentaron la performance “Cláusulas” para celebrar los 700 años de la Confederación suiza, en Madrid en 1991.

## Estilo

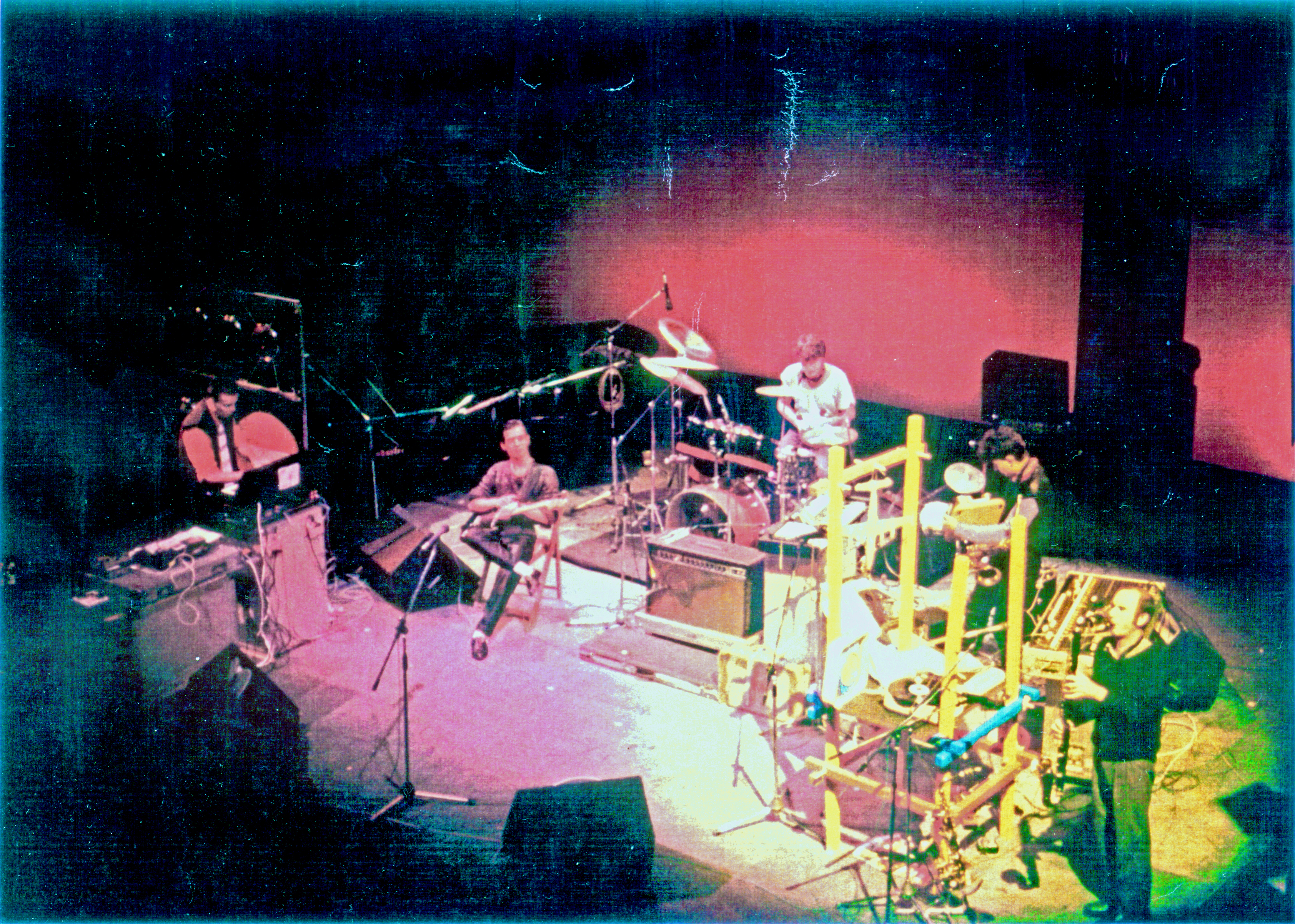
Clónicos - Festival Internacional de Jazz de Madrid 1985

La música de Clónicos coincide en el tiempo con los grupos de la llamada Movida madrileña, con la que tiene algún lazo de contacto (Víctor Polanski, líder de Polanski y el Ardor), pero está más cercana a las propuestas de la música de vanguardia europea y estadounidense (no-wave, free-rock, punk-jazz, etc.), con una combinación de instrumentos de percusión tradicional, sintetizadores e instrumentos de fabricación propia.

## Discografía

Reseña de algunos discos de la banda

- Aspetti Diversi (LP/CD, Linterna, 1985)
- Figuras Españolas (Gasa, 1988, LP)
- Copa De Veneno (CD/LP/cassette, Ed. Cúbicas, 1990)
- Esquizodelia (CD, Triquinoise, 1995)
- Clónicos/1996 - El mundo del fin del tiempo (Soundtrack) (CD, Doronko, 2001)
- Burnt Hits (CD, Doronko, recopilación, 2002)